# Breitenbach (Adelsgeschlecht)
Die Herren von Breitenbach, auch Breytenbach, Breydenbach, Braidenbach geschrieben, waren eine vogtländisch-sächsisch-thüringische Adelsfamilie. Die Familie ist trotz ähnlicher Schreibweise nicht verwandt mit den „von Breitenbuch“, mit denen sie oft in der Literatur verwechselt wird. Ferner bestand keine Verwandtschaft zu dem böhmischen Briefadelsgeschlecht Putz von Breitenbach, das sich mitunter von Breitenbach nannte.

## Geschichte
Die Familie hatte ihren Stammsitz Breitenbach bei Nossen. Sie wurde erstmals sicher mit Hansen von Breytinbuch auf Krostericz (urkundlich 1372–1390), Richter zu Schleiz erwähnt, der 1387 sein Siegel mit zwei Flügeln und darüber gelegtem Widerhaken gab. Ob Conradus de Breitenbach, der in einer am 1. April 1154 in Naumburg ausgestellten Urkunde des Markgrafen Konrad von Meißen unter den Zeugen genannt wird, zu der Familie zählt, ist bisher noch ungeklärt. Der Dekan des Stiftes Naumburg-Zeitz, Konrad von Breitenbach († 1580) auf Crostwitz, und seine Söhne Johann, bischöflicher Rat und Kämmerer, und Dietrich, werden in Naumburg (Saale) erwähnt.  Im Ostchor des Naumburger Domes findet sich das Wappen des „CONRADVS DE BREITTENBACH D. CANTOR“. Den Stamm setzte der herzoglich-württembergische Rat Hans Jordan von Breitenbach fort, von dem der kursächsische Geheimrat Georg von Breitenbach, Herr auf Krostewitz abstammte. Der Sohn von Georg, Caesar von Breitenbach, Herr auf Seegeritz und Plausig, fungierte 1580 kursächsischer Rat und Oberhofgerichtsassessor in Leipzig. Dessen Urenkel Jobst Haubold von Breitenbach, Herr auf Schönaich und Berg war kursächsischer Major und der Sohn von Jobst Haubold, Johann Ernst von Breitenbach starb 1724 als kursächsischer Landkammerrat und Kriegskommissar. Die Familie soll im 19. Jahrhundert erloschen sein. Die von Breitenbach waren dem Wappen nach eines Stammes mit dem gleichnamigen bayerischen Geschlecht und könnte auch mit der hessischen Familie von Breidenbach im Zusammenhang gestanden haben.

## Besitzungen
Das Geschlecht besaß Güter in Krostewitz (1411, bei Delitzsch), Berg (vor Eilenburg), Eilenfeld, Wedelwitz, Wehlitz, Kötzschwitz, Göhren, Böhlen, Zöschen, Zossen (bei Merseburg), Seegeritz, Schönaich und Ehrenberg (bei Altenburg). 

## Persönlichkeiten
- Johannes von Breitenbach auf Köstritz, geboren in Leipzig, gestorben 1509 ebenda, studierte und promovierte 1465 in Perugia und wurde 1479 als Nachfolger von Johann von Eberhausen[2] Ordinarius der Juristischen Fakultät der Universität Leipzig, Bürgermeister von Leipzig (urkl. 1476–1508), Vertrauter des Herzogs Georg von Sachsen
- Georg von Breitenbach, Professor zu Leipzig (urkl. 1501–1539), Ordinarius der Juristischen Fakultät der Universität Leipzig, Vertrauter des Herzogs Georg von Sachsen, Kanzler in Brandenburg 1540
- Wolf von Breitenbach († 1603 in Zwickau), sächsischer Amtshauptmann von Zwickau und Werda, Oberhof-Gerichtsacessor

## Wappen
Thüringen
Die von Breitenbach führen im silbernen Schild einen schwarzen Flug, der mit einer roten/goldenen Widerhaken belegt ist. Auf dem Helm ein Paar Schwarz-Silber übereck geteilte Büffelhörner, dazwischen eine rot gekleidete, wachsende (gekrönte) Jungfrau. Die Helmdecken sind Schwarz und Silber.
Bayern
Die Bayerischen Braidenbach führen das gleiche Motiv: im silbernen Schild ein schwarzer Flug mit rotem Ballen, der mit einer roten/goldenen Widerhaken belegt ist. Auf dem Helm zwei schwarze Büffelhörner mit silbernem Balken, dazwischen eine rot gekleidete, wachsende (gekrönte) Jungfrau, die die Hörner in den Händen hält. Die Helmdecken sind Schwarz und Silber.
Hessen
Das Wappen der hessischen Breidenbach aus Frankfurt und Gelnhausen zeigt in Rot einen silbernen schrägen Wellenbalken und das der Breidenbach zu Breidenstein in Gold ein rotes doppeltes Wolfseisen oder Maueranker, später schwarzes Mühleisen.

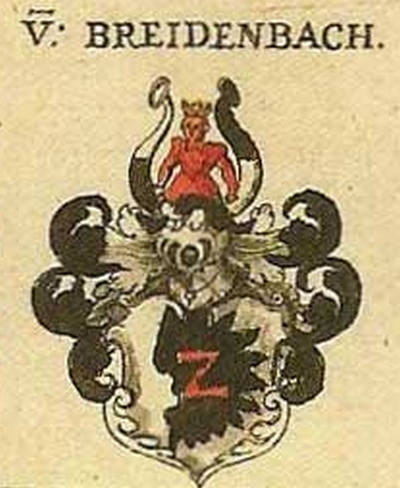
Wappen derer von Breitenbach
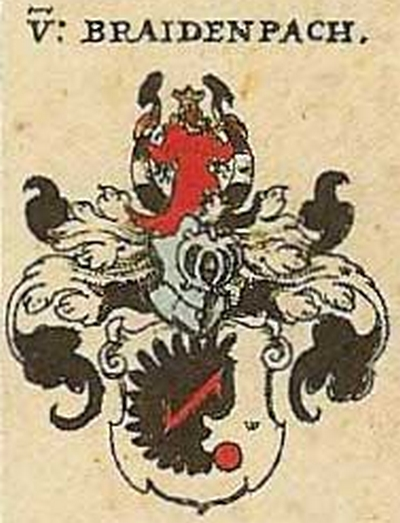
Wappen derer von Breitenbach in Bayern
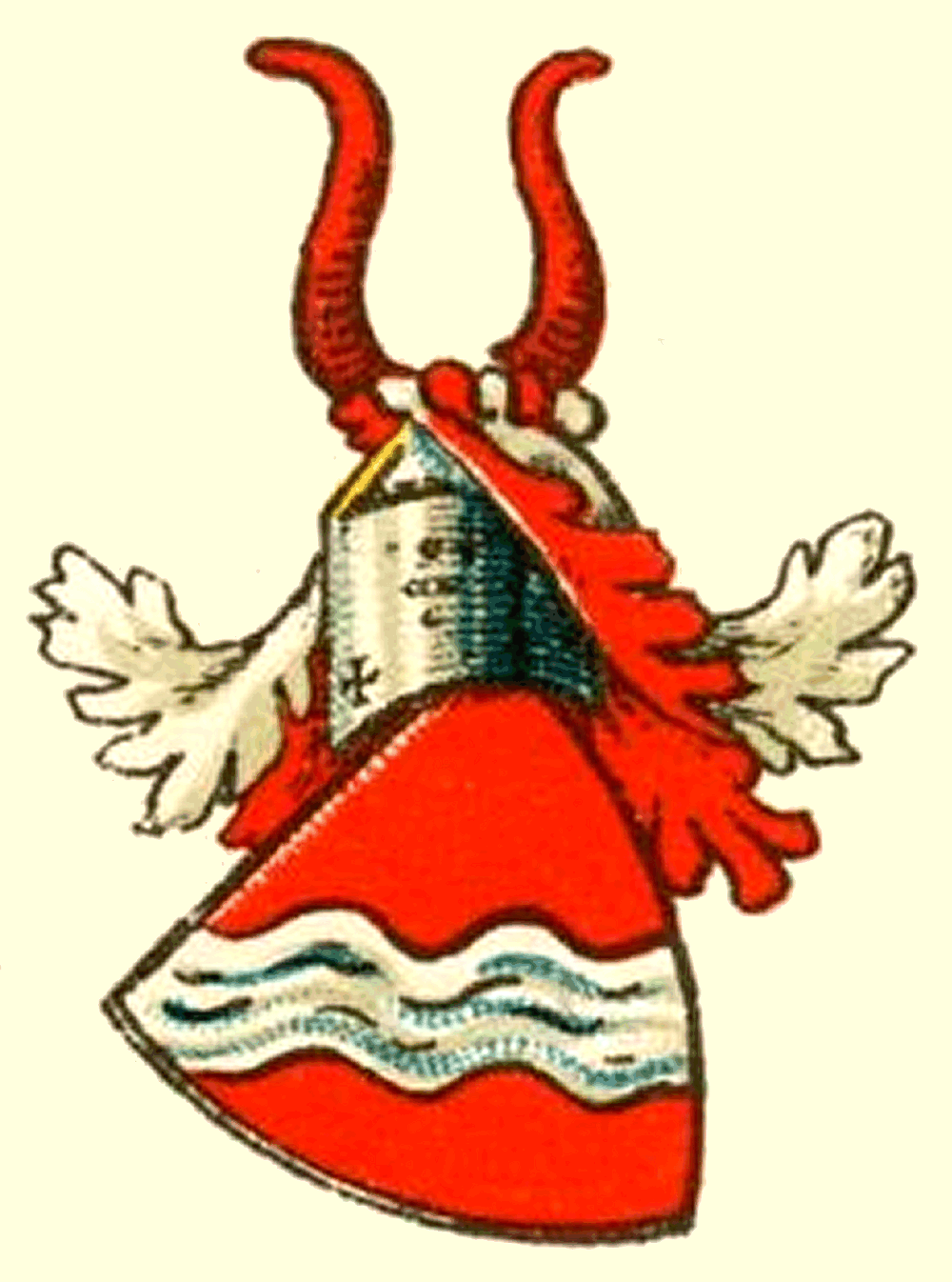
Wappen der Breidenbach aus Hessen
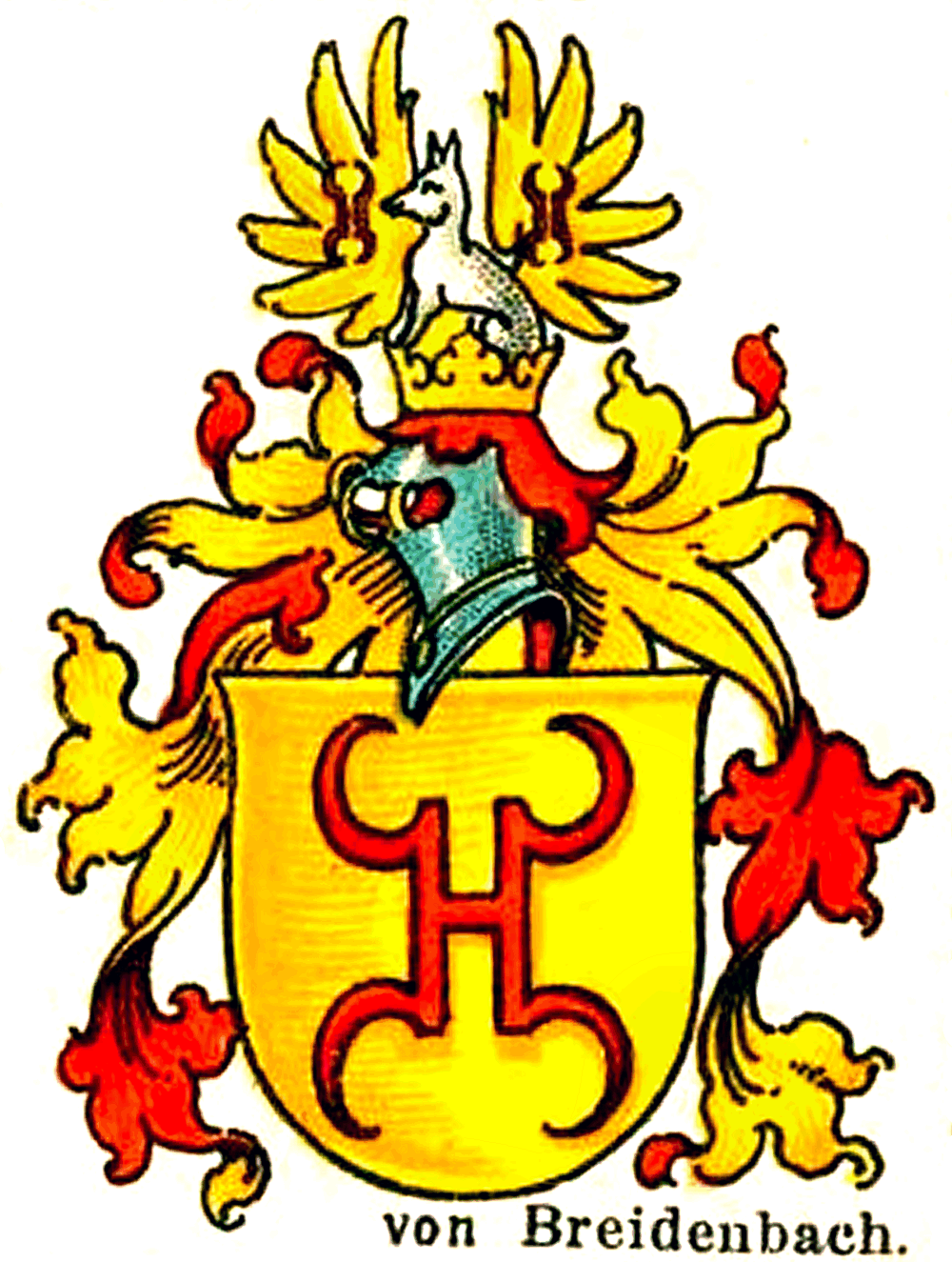
Wappen der Breidenbach zu Breidenstein